# نقار خشب قرمزي الصدر
نقار خشب قرمزي الصدر (الاسم العلمي: Dendrocopos cathpharius) هو نوع من فصيلة نقار الخشب.